# Csuzdi Csaba
Csuzdi Csaba (Berettyóújfalu, 1959. január 5. –) magyar biológus. A biológiai tudományok kandidátusa (1994).

## Életpályája
1979–1984 között végzett az ELTE Természettudományi Kar (ELTE TTK) Biológiai Intézetében, mint biológus. 1984–2011 között az MTA-TKI Talajzoológiai/Zootaxonómiai Kutatócsoportjának munkatársa; 1984–1987 között tudományos segédmunkatársa, 1988–1994 között tudományos munkatársa, 1995–2006 között tudományos főmunkatársa, 2007–2011 között tudományos tanácsadója volt. 2002–2011 között a Magyar Természettudományi Múzeum főmuzeológusa volt. 2007 óta a Magyar Tudományos Akadémia doktora. 2009-től az ELTE Természettudományi Kar (ELTE-TTK) címzetes egyetemi tanára. 2013–2015 között az Eszterházy Károly Egyetem egyetemi docense, 2015–2016 között főiskolai tanára, 2016-tól egyetemi tanára. 2016-ban habilitált az ELTE-n.

### Közéleti tevékenységei
1996–2001 között a Magyar Tudományos Akadémia Zoológiai Bizottságának tagja, 2002–2007 között titkára, 2008–2011 között elnöke volt. 2002–2004 között az OTKA Szupraindividuális Zsűri tagja, 2007–2010 között elnöke volt. 2006 óta az Acta Zoologica Hungarica szerkesztője, az Opuscula Zoologica főszerkesztője. 2008–2015 között az African Invertebrates szerkesztőbizottságának tagja volt. 2011 óta a Magyar Tudományos Akadémia Diverzitásbiológiai Bizottságának tagja.

## Díjai
- Akadémiai Díj (2011)
- Kitüntető Tudományos Díj (MTA MAB, 2016)